# Novosélitsia
Novosélitsia (en ucraniano: Новоселиця, romanizado: Novosélytsia) es una ciudad ucraniana perteneciente al óblast de Chernivtsí. Situada en el oeste del país, es parte del raión de Chernivtsí y centro del municipio (hromada) homónimo.

## Toponimia
En todos los idiomas de importancia local, la ciudad se conoce con el nombre de Novosélitsa (en ruso: Новоселица; en yidis: נאוואסעליץ‎; en alemán: Nowoselitza) o Noua Sulita (en rumano: Noua Suliță).

## Geografía
Novosélitsia está en el margen izquierdo del río Prut, 26 km al este de Chernivtsí y 39 km al sur de Jotín. La ciudad está en el extremo norte de la región de Besarabia, en su frontera con Bucovina.

## Historia
La primera mención documental de la ciudad se remonta a 1456, cuando formaba parte de la tierra de Jotín del principado de Moldavia.
De 1775 a 1918, Bucovina fue una división administrativa de la monarquía de los Habsburgo y una provincia del Imperio austrohúngaro. De 1774 a 1877, Novosélitsia estuvo en el trifinio entre el Imperio austríaco (ducado de Bucovina), el principado de Moldavia (más tarde Rumania) y el Imperio ruso (gobernación de Besarabia). La mayor parte del asentamiento pertenecía al Imperio ruso y la menor al Imperio austrohúngaro. Después del cierre de la oficina de aduanas secundaria de Boyani en 1866, Novosélitsia fue el único punto fronterizo entre la Besarabia rusa y la Bucovina austríaca. Con la inauguración de la conexión ferroviaria entre las provincias rusas y austriacas en 1893, Novosélitsia fue también el cuarto cruce ferroviario entre los dos imperios.
Después de la Primera Guerra Mundial, Bucovina pasó a formar parte del reino de Rumania. 
En junio de 1940, Novosélitsia fue ocupada por el Ejército Rojo, junto con el norte de Bucovina y Besarabia (véase Ocupación soviética de Besarabia y el norte de Bucovina), tras el pacto Ribbentrop-Mólotov. En noviembre de 1940, Novosélitsia recibió el estatus de ciudad, se creó el raión de Novosélitsia y  se convirtió en un centro regional. Después del inicio de la Segunda Guerra Mundial, Novosélitsia fue ocupada por tropas germano-rumanas y desde julio de 1941 hasta marzo de 1944 formó parte del reino de Rumania.
Hasta el 18 de julio de 2020, Novosélitsia sirvió como centro administrativo del raión de Novosélitsia. El raión fue abolido en julio de 2020 como parte de la reforma administrativa de Ucrania, que redujo el número de raiones del óblast de Chernivtsí a tres. El raión de Novosélitsia se fusionó con el raión de Chernivtsí.

## Demografía
La evolución de la población de Novosélitsia entre 1930 y 2022 fue la siguiente:
| 4818                                                          | 4500 | 5764 | 7700 | 8209 | 8384 | 8400 | 7892 | 7774 | 7399 |
| (Fuente: Cities & Towns of Ukraine y UKRAINE: Größere Städte) |      |      |      |      |      |      |      |      |      |

Según el censo de 2001, la lengua materna de la mayoría de los habitantes, el 54,92%, es el ucraniano; el 34,54%, el rumano; del 10,07%, el ruso.
En el censo de 1930, el 74,83% de los habitantes eran rumanos; el 15,86%, judíos; el 4,93%, polacos; y rutenos, el 1,23%. En cuanto a la religión, el 76,53% de la población eran ortodoxos; el 15,86%, judíos; el 5,03% eran católicos romanos y el 0,68%, católicos bizantinos.

## Infraestructura

### Arquitectura, monumentos y lugares de interés
En el centro de la ciudad se encuentra el edificio de la antigua sinagoga, que tiene pinturas particularmente hermosas en el techo y las paredes. Se encuentra en mal estado estructural y el interior no es de libre acceso.

## Personas ilustres
- Abba Lerner (1903-1982): economista judío en EE. UU., que desarrolló un sistema de socialismo de mercado.

- Tetiana Filoniuk (1984): atleta ucraniana, especialista en la prueba de maratón en la que llegó a ser subcampeona europea en 2010.

## Galería

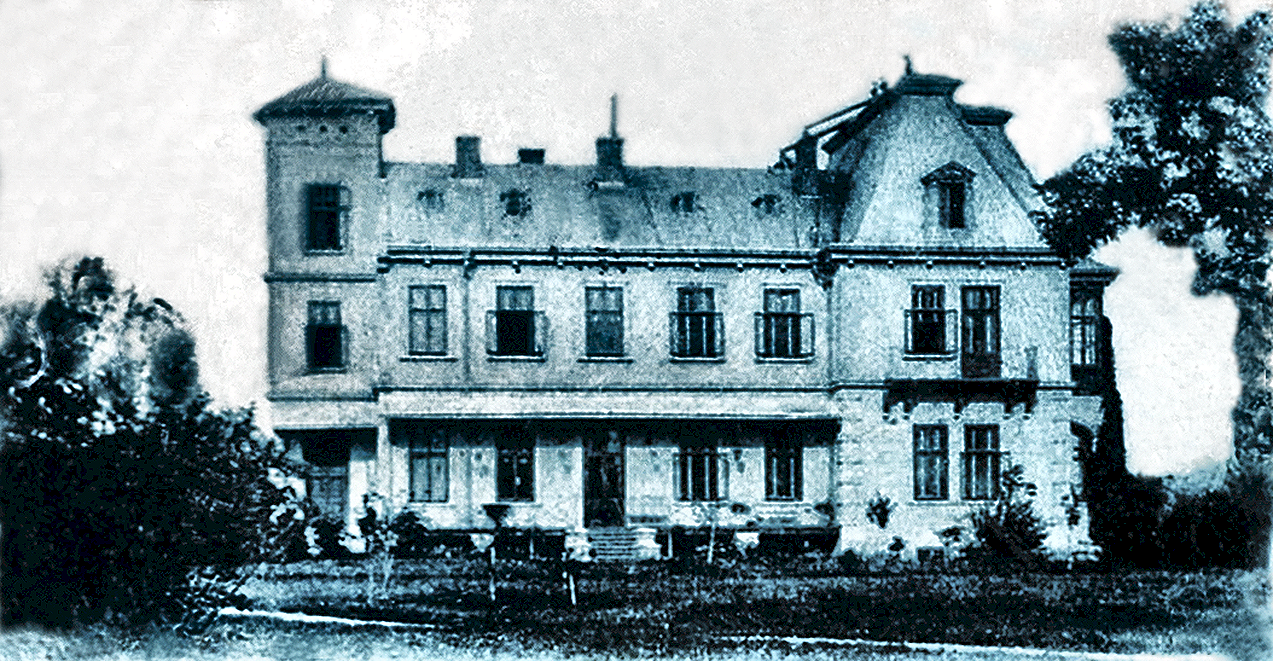
Villa del caballero von Zotta (1900)
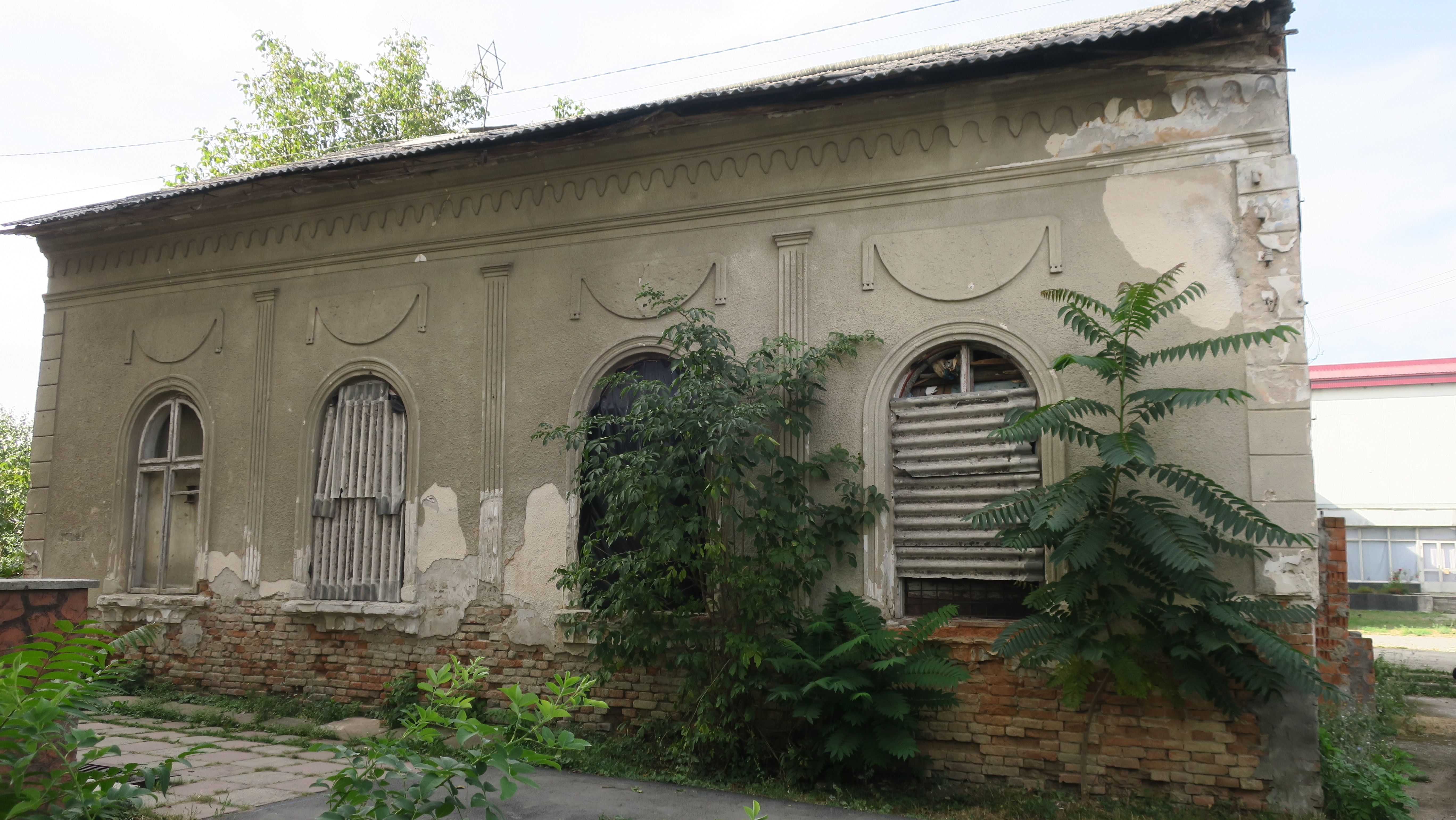
Sinagoga de Novosélitsia

## Ciudades hermanadas
- Gérardmer, Francia.[14]